# 兰谢戈
兰谢戈（西班牙語：Lanciego）是西班牙巴斯克自治区阿拉瓦省的一个市镇。总面积24km²，总人口631人（2001年），人口密度26人/km²。